# آمبلی گونیت
آمبلی گونیت  (به انگلیسی: Amblygonite) با فرمول شیمیایی (LiNa)Al[(FOH)- PO4] از مجموعه کانی هاست و لومینسانس نارنجی کامل در امتداد طویل خود نشان می‌دهد. از واژه‌های یونانی amblus یعنی صاف شده و gonia بمعنای زاویه گرفته شده‌است. به سختی در اسیدها حل می‌شود. متغیر با تغییرات محتوایLi با نسبت F/OH متغیر از نظر شکل بلور: رشته‌ای - خوشه جواهری، رنگ: سفید - زرد خاکستری - متمایل به آبی - متمایل به سبز، شفافیت: غیر شفاف - نیمه کدر، شکستگی: نامنظم - خشن - نیمه صدفی، جلا: شیشه‌ای - صدفی - چرب، رخ: کامل- مطابق با سطح، سیستم تبلور: مونوکلینیک و در رده‌بندی فسفات است همچنین خاصیت مغناطیسی ندارد و منشأ تشکیل آن پنوماتولیتی است.
همایند کانی‌شناسی (پارانژ) آن چگالی - خواص نوری - واکنش هایشیمیایی و اشعه Xآلبیت- آپاتیت- پولوسیت- اسپودومن- تورمالین و غیره است
، از نظر ژیزمان آگرگات کریپوکریستالین - لوله‌ای شکل - بلوری - توده‌ای کمیاب است و بیشتر در سوئد، فرانسه، نامبیا، آمریکا، برزیل یافت می‌شود.